# Alison Avoine
Pour les articles homonymes, voir Avoine (homonymie).
Alison Avoine, née le 5 janvier 2000, est une coureuse cycliste française.

## Biographie

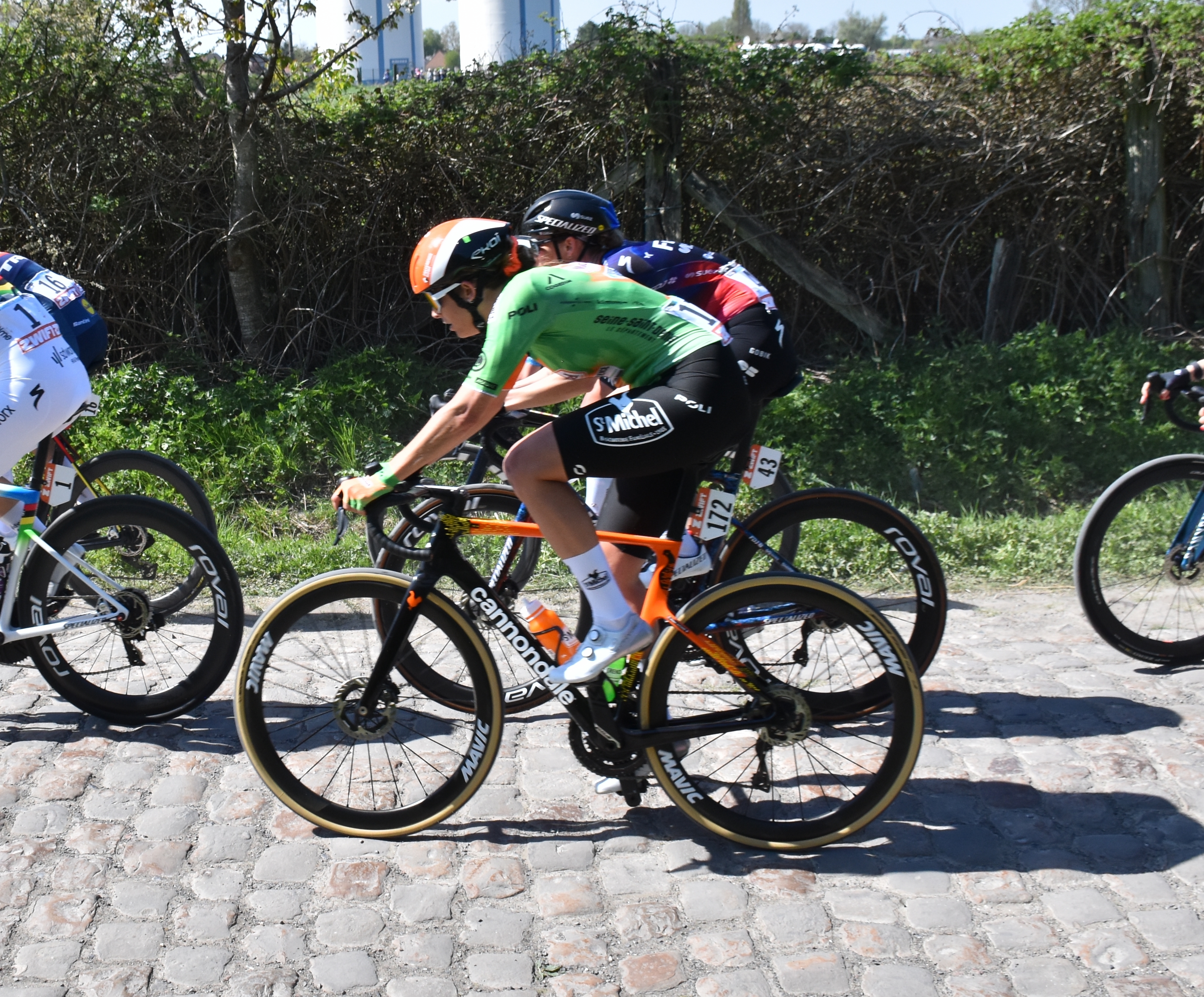
Alison Avoine sur Paris-Roubaix 2025.

Née le 5 janvier 2000, elle est originaire de Neuvilly (Nord) 
et a débuté le cyclisme en suivant son frère lors d’un entraînement de cyclo-cross : « J’ai commencé le vélo à 14 ans, je m’entraînais aux cross de course à pied et je suis monté sur un vélo de cyclo-cross pour essayer. J’ai démarré les courses en cadette 1 au CC Cambrai. J’ai ensuite intégré la DN1 de l’UVCA Troyes en junior 2, à partir de ce moment,  je n’ai plus fais que de la route et arrêté le cyclo-cross ». Son frère, Kévin, est également cycliste professionnel.
Issue du club de l'UVCA Troyes (N1), la Cambrésienne signe fin 2021 son premier contrat professionnel avec l'équipe Saint Michel-Auber 93, tout en poursuivant ses études en neuropsychologie clinique à l’université de Lille (master 1 en 2021-2022).
Elle participe en 2022 à son premier Paris-Roubaix, puis est retenue pour disputer le Tour de France Femmes 2022. Elle connaît deux premières journées difficiles avec une insolation lors de la première étape, puis le lendemain en attendant sa leader victime d'une chute. Elle finit néanmoins le Tour à la 108e place.
Alison Avoine est depuis novembre 2023, marraine de l'association des ch'tis coureurs de Bertry qui participe tous les ans, le week-end de la pentecôte, à une course à pied entre Paris et Rotterdam pour lever des fonds afin d'améliorer la qualité de vie des personnes atteintes d'un cancer dans le Nord - Pas de Calais - Picardie, et depuis 2022 marraine du Vélo Club de Solesmes.

## Palmarès

### Résultats sur les grands tours

#### Tour de France
3 participations
- 2022 : 108e
- 2024 : abandon (8e étape)
- 2025 : 123e

### Classements mondiaux
| Année                                 | 2023  | 2024 |
| ------------------------------------- | ----- | ---- |
| Classement UCI                        | 1090e | nc   |
| UCI World Tour                        | nc    | 262e |
|                                       |       |      |
| Légende : nc = non classéSource : UCI |       |      |